# Fabrizio Roca
Fabrizio Fernando Roca Reyes (ur. 20 marca 2002 w Limie) – peruwiański piłkarz występujący na pozycji napastnika, od 2022 roku zawodnik Sport Boys.